# محمد بن منصور
محمد بين منصور (19 يوليو 1988 الحمامات تونس - ) هو لاعب كرة قدم تونسي، يلعب كمدافع.

## روابط خارجية
- محمد بن منصور على موقع قاعدة بيانات كرة القدم.إي يو (الإنجليزية)